# Escudo de las Islas Caimán
El escudo de armas de las Islas Caimán fue propuesto por su Asamblea Legislativa en 1957 y aprobado por mandato de Isabel II del Reino Unido el 14 de mayo de 1958.
El escudo es fajado ondado de plata y de azur, con tres estrellas de cinco puntas de sinople perfiladas de oro, el jefe ondado de gules con un león de oro, lampasado, y armado de azur.
Por cimera, un burelete de plata y azur con una de tortuga de sinople sumada de una piña de oro.
Por lema: “He hath founded it upon the seas” («Él lo ha fundado sobre los mares»). 
Las estrellas representan a las islas del archipiélago y las ondas de plata y azur al mar. El león y el esmalte (color) del jefe, se han tomado del escudo de Inglaterra y simbolizan los vínculos de estas islas con el Reino Unido. La tortuga alude a la actividad marinera desarrollada en las islas a lo largo de su historia. El burelete, aunque es común su representación en cimeras, tiene en este escudo una simbología especial, representa una cuerda (las Islas Caimán cuentan con una industria tradicional de fabricación de cuerdas) y la piña representa los vínculos que mantienen las islas con Jamaica. El lema de escudo es el lema de las Islas Caimán, y figura en el libro de los Salmos.